# Trueque

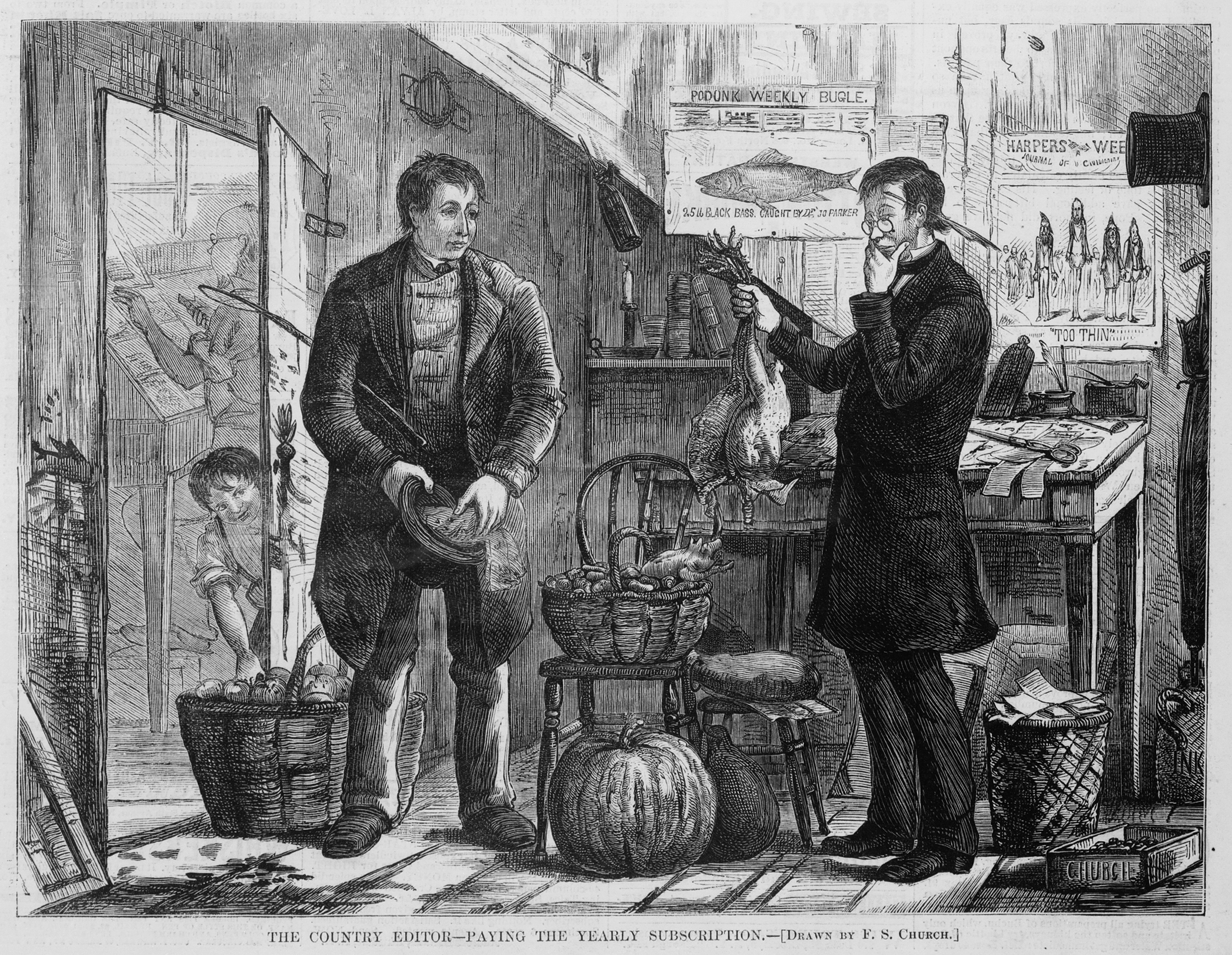
Una ilustración de un periódico de 1874 de Harper's Weekly, que muestra a un hombre involucrado en el trueque: ofreciendo pollos a cambio de su suscripción anual al periódico.

El trueque es el intercambio de bienes materiales o de servicios por otros objetos o servicios. Se diferencia de la compraventa habitual en que no intermedia el dinero como representante del valor en la transacción. Al contrato por el cual dos personas acceden a un trueque se le denomina permuta.
Según la corriente liberal de la economía fundada por Adam Smith, el trueque, como intercambio libre entre individuos, es una práctica natural del ser humano para la cual debe existir previamente el excedente (exceso de bienes que no necesitan consumirse) y la división del trabajo (necesidad de un bien que no produce uno mismo), lo que desemboca en el concepto de propiedad privada.
Sin embargo, según diversos antropólogos, no se ha descrito ninguna comunidad en la que el trueque existiera como el medio principal de acceso a bienes, lo que desmiente la extendida concepción de que el trueque era una fase previa a la aparición del dinero. Tan solo se ha documentado el trueque como una práctica ejercida entre comunidades rivales (debido a que el reparto de los bienes dentro de la propia comunidad se realizaba en común) o en periodos posteriores a las caídas de los grandes imperios y sistemas económicos que ya estaban basados con anterioridad en la moneda y en el intercambio.

## Teoría económica del intercambio
La teoría subjetiva del valor explica tanto el intercambio que se da en el trueque como el de una economía monetaria.
El intercambio solo se produce si ambas partes valoran más subjetivamente aquello que tiene la otra, que lo que esperan dar a cambio en el intercambio. Así, supongamos que Rodrigo tiene A, y Martín tiene B. Solo si Rodrigo valora más B que A, y Martín valora más A que B, se realizará el intercambio (o esto es, por lo menos, una condición necesaria para que se produzca). 
Técnicamente, se podría sintetizar de la siguiente manera: la utilidad marginal que le representa a Juan el bien B dentro de su escala de valoraciones, debe ser mayor que la utilidad marginal que le representa el bien A. De la misma forma, la utilidad marginal que le representa a Marcos el bien A dentro de su escala de valoraciones, debe ser mayor que la utilidad marginal que le representa el bien B. Es, en definitiva, la desigualdad de valoraciones subjetivas una importante condición necesaria para que se produzca el intercambio.
El precio, como ratio de intercambio, se determina al momento de efectuarse este. El precio al que llegarán ambas partes para efectuar el intercambio depende de sus valoraciones subjetivas. En efecto, el precio máximo al que está dispuesto a pagar el comprador debe ser mayor que el precio mínimo al que está dispuesto a vender el vendedor. El precio, en este modelo simplificado con solo un oferente y un demandante, se establecerá dentro del rango que esos márgenes determinen, con la imposibilidad teórica de saber con exactitud cual será precisamente el precio, solo determinando los márgenes entre los cuales se acordará efectivamente un precio. Si el precio máximo del comprador es menor que el precio mínimo del vendedor, el intercambio no tendrá lugar.
Así, a este modelo de intercambio le continúan los modelos de competencia unilateral (donde hay un demandante y varios oferentes; o un oferente y varios demandantes) y el modelo de competencia bilateral; todos modelos explicados y desarrollados en primera instancia por el economista austríaco Eugen von Böhm-Bawerk.

## El intercambio según Karl Marx

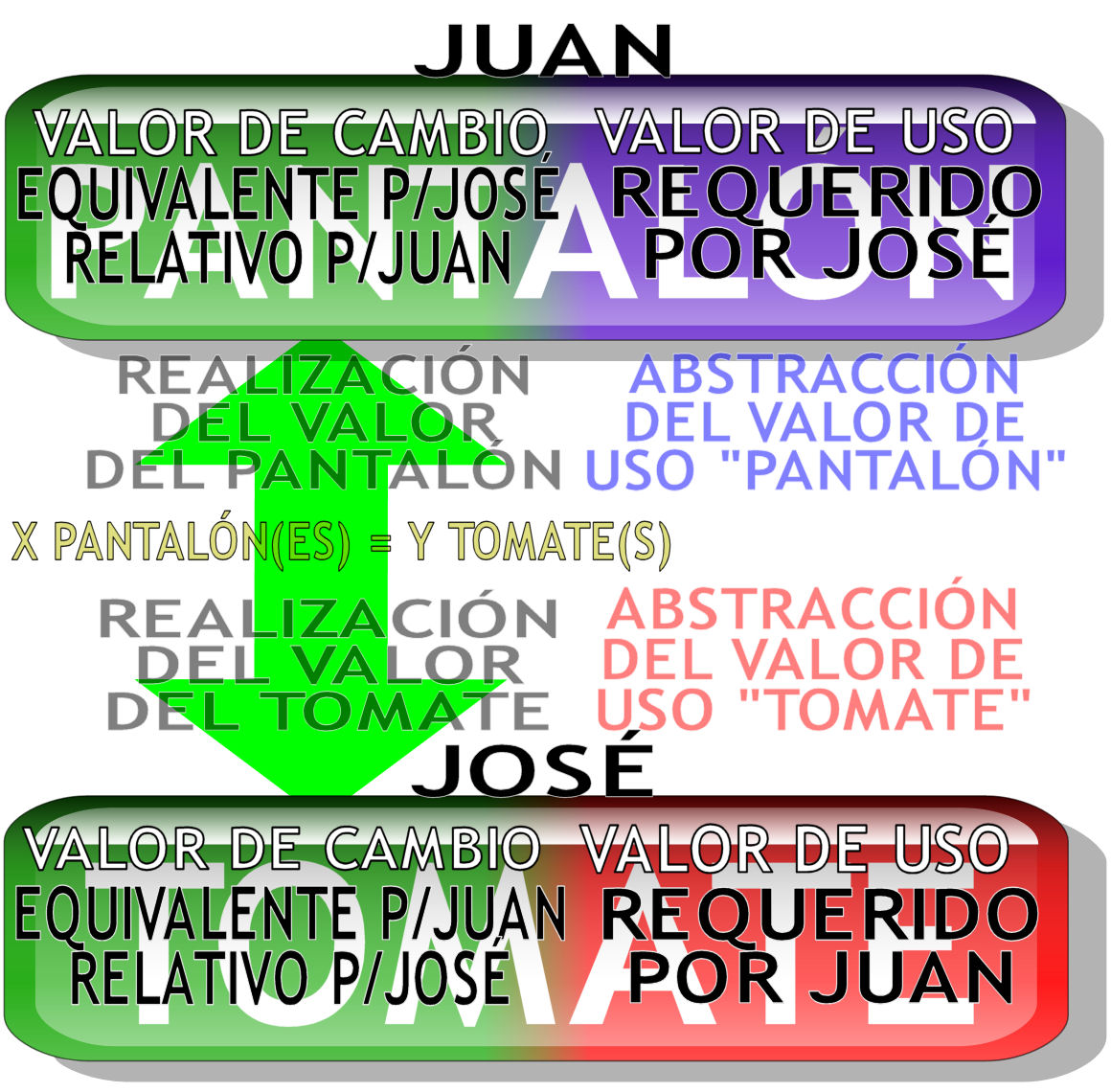
Esquema del trueque (M-M), de acuerdo del enfoque marxista.

Para Karl Marx, el intercambio solo tiene lugar cuando dos bienes tienen un valor equivalente y que puede determinarse objetivamente, esto es, cualquier tercero no involucrado puede determinarlo de acuerdo a criterios objetivos. Así, haciendo una abstracción del valor de uso de las mercancías, Marx llega a la conclusión de que el valor está determinado exclusivamente por la cantidad de trabajo abstracto socialmente necesario para producir determinada mercancía. Esto es, en síntesis, la teoría del valor-trabajo que defendían muchos de los economistas clásicos, aunque en diferentes versiones, como Adam Smith y David Ricardo.
Esta teoría deriva luego en la teoría de la explotación, pues si el valor de un bien o servicio está determinado por el trabajo necesario para su producción, el fenómeno del interés solo puede explicarse dentro de este marco teórico como una expoliación, un robo, que realizan los capitalistas sobre los trabajadores, apropiándose aquellos del trabajo de estos, y específicamente, haciéndoles trabajar más horas de las que les terminan remunerando. Esta teoría es criticada por los defensores de la teoría del valor subjetivo propuesta por Carl Menger.

## Antecedentes históricos
El trueque es una práctica que existe desde el periodo neolítico, desde hace aproximadamente 12.000 años, durante la Revolución Neolítica, con la aparición de la sociedad agricultora-ganadera cuando la humanidad abandonó su tradicional estilo de vida nómada y se asentó en distintas regiones a cultivar la tierra. 
En el neolítico, la economía, que había sido depredadora en el paleolítico, en las sociedades cazadoras-recolectoras (90 por ciento del tiempo de la existencia de la especie humana), pasó a ser productiva, por la aparición de la agricultura y la ganadería, y ello dio lugar al excedente, un exceso de bienes que no necesitan consumirse. Con el excedente, un grupo de personas no necesitan trabajar en la agricultura y la ganadería, y pueden dedicarse a producir otros productos, como la cerámica, e intercambiarlos con el agricultor o ganadero por el excedente. Con ello, apareció por primera vez el trueque y, como consecuencia, la propiedad privada y el concepto de riqueza. La cantidad de producción sobrante es el inicio de la riqueza: cuanto más excedente, más riqueza. Pero el excedente sólo tiene consecuencias cuando se consolida gracias a la aplicación del riesgo o el abonado, y permite la división social del trabajo.

### División del trabajo
Cuando aparece el excedente consolidado, no se dedican todos a la agricultura o a la ganadería pues se busca producir bienes que ninguno de estos dos trabajos productivos producen.
En los pequeños mercados era donde se originaron los primeros trueques entre una gran variedad de artículos, por ejemplo: herramientas de sílex, lanzas, zapatos, collares y hasta productos agrícolas. Hoy en día, en algunos mercados se siguen usando este tipo de transacciones.
Más tarde, apareció el dinero, con lo que los bienes y servicios se obtenían a cambio de dinero en monedas.

## Ventajas y desventajas.

### Ventajas
Las ventajas del trueque o intercambio para las empresas son muchas, como por ejemplo:
- Comprar productos o servicios sin realizar movimientos monetarios.
- Mantener la liquidez de la empresa.
- Optimizar los resultados financieros del negocio.
- Mejorar la productividad.
- Compensar la variación de producción por temporadas, es decir, obtener más clientes incluso en temporada baja.
- Reducir la acumulación de existencias de productos en el inventario, y hallarles una salida rentable alternativa.
- Ampliar las relaciones comerciales con empresas de otros sectores.
- Conseguir nuevos canales comerciales para el negocio sin modificar la agenda de clientes.

### Desventajas
El trueque tiene diversas desventajas:
- Cuantitativa: dificultad para intercambiar bienes de muy distinto valor.
- Temporal: dificultad para vender hoy y comprar mañana.
- Espacial: dificultad para encontrar a la persona ideal para intercambiar.

La más importante desventaja del trueque es que podría no encontrarse a alguien que quiera intercambiar lo que se desea por lo que puede ofrecerse. Esto es lo que se conoce como el problema de la doble coincidencia de necesidades. Este problema impide la ampliación de la división del trabajo, que vendría luego a ser facilitada por la introducción del dinero como medio común de intercambios indirectos.
Otro inconveniente en el proceso del trueque es la complejidad del cálculo en el valor exacto entre las cosas que van a intercambiarse (falta de unidad de valor). De todas formas, suele establecerse el precio de los productos o servicios según su valor en el mercado, aunque, en caso de que no haya una unidad de cuenta objetiva en común, el cálculo económico a gran escala resulta imposible sin dinero. 
A veces, el trueque tiene un valor más bien simbólico, según la necesidad que un valor capital. Es decir, si alguien tiene una casa que no está utilizando y necesita con urgencia un automóvil, no le dará un valor capital a la casa, sino un valor de necesidad.

## El trueque actual
Desde la antigüedad, es habitual que el trueque recobre importancia en tiempos de crisis económica, y principalmente en casos de hiperinflación, dado que el dinero pierde en gran medida su valor.
Algunas formas de trueque son el banco del tiempo o los mercados de trueque, como los que han proliferado en Argentina tras la caída del peso. Este sistema está experimentando un auge en países de todo el mundo.
A veces el trueque es utilizado en grandes cantidades por empresas, en mercados de intercambio. Para la empresa que da el producto o el servicio, que ella misma ha producido, le resulta más barato el mismo pago que si fuese con dinero. Además, supone que un cliente más, ha probado y conocido su producto o servicio. Además ha vendido un producto que, a veces, no habría vendido de otra forma. Que le supone terminar las existencias o compras mayoristas en cantidades mayores que suelen suponer descuentos mayores. Para la empresa receptora del servicio o producto, le supone haberlo conseguido más barato que si lo hubiese tenido que pagar con dinero. Además, esta empresa obtiene productos o servicios sin tener que realizar movimientos de tesorería. Como ventaja adicional, el receptor puede probar un servicio o producto de forma más económica.

### En la era digital: eltrueque activo
El surgimiento de Internet o las redes sociales facilitó la labor de búsqueda y localización de los mejores candidatos para realizar el trueque; las partes interesadas se reúnen en un punto en común como, por ejemplo, las plazas públicas. En la red existen plataformas que facilitan el contacto gratuito entre quienes desean intercambiar sus productos o servicios. La evolución de este tipo de páginas ha derivado en algo conocido como el trueque activo, es decir, no simplemente limitarse a anunciar un artículo, sino que se posibilite la interacción con otros usuarios de la misma red. En definitiva, es la creación de comunidades de usuarios que deseen intercambiar cosas.

#### El trueque en México
En México, aún puede observarse en el poblado de Zacualpan de Amilpas, en el estado de Morelos, que se ha convertido en un importante punto de encuentro comercial y cultural a través de su tianguis dominical, y se trata del único sistema de comercio prehispánico que sobrevive hasta la fecha y que mantiene todas sus características de organización y simbolismo de la población local. 
Otra forma de trueque en México es aquel realizado por los sistemas de intercambio multidireccional que funcionan a través de una moneda recíproca que permite las transacciones y en la que las empresas que operan estos sistemas fungen como terceras partes que registran las operaciones y median entre compradores y vendedores. Esta modalidad ofrece a los participantes acceso a nuevos mercados o clientes, proteger la liquidez de la empresa y utilizar las capacidades ociosas de cada participante.